# Centrale thermique de Rockport
La centrale thermique de Rockport est une centrale thermique dans l'État d'Indiana aux États-Unis.